# Margaret-Ann Blaney
Pour les articles homonymes, voir Blaney.
Margaret-Ann Blaney née en 1961 à Corner Brook est une ancienne journaliste et femme politique canadienne. Elle a été députée progressiste-conservatrice de Rothesay à l'Assemblée législative du Nouveau-Brunswick de 1999 à 2012. Elle a occupé plusieurs postes de ministre dans le gouvernement de Bernard Lord. Elle est cheffe de la direction d'Efficacité Nouveau-Brunswick depuis le 4 juin 2012.

## Biographie
Blaney a obtenu un baccalauréat ès arts de l'Université Memorial en plus d'entreprendre des études de maîtrise en travail social et en psychologie. Entre 1982 et 1993, elle couvre l'actualité politique à titre de journalistes pour la télévision de la CBC et le réseau CTV. Elle se porte candidate pour le Parti progressiste-conservateur du Canada lors de l'élection fédérale canadienne de 1993, où elle subit la défaite face au libéral Brian Tobin.
Margaret-Ann Blaney est membre du Parti progressiste-conservateur du Nouveau-Brunswick. Elle est élue le 18 septembre 2006, lors de la 56e élection générale, pour représenter la circonscription de Rothesay à l'Assemblée législative du Nouveau-Brunswick, dans la 56e législature.
Elle est réélue à la 57e législature le 27 septembre 2010, lors de la 57e élection générale. Elle est assermentée le 12 octobre 2010 au poste de ministre de l'Environnement dans le gouvernement David Alward.